# القبیل
ال قبیل یک منطقهٔ مسکونی در عمان است که در استان بریمی واقع شده‌است.